# Fernbus Simulator
Fernbus Simulator — симулятор водителя автобуса дальнего следования, разработанный компанией TML-Studios и изданный Aerosoft в сотрудничестве с Flixbus. Игра вышла 25 августа в 2016 году для платформы Microsoft Windows. Игра доступна к приобретению в магазине Aerosoft и в Steam.

## Игровая механика
Действие игры происходит в Германии, которая была перенесена в игру в масштабе 1:10, это может быть сетью маршрутов длинной около 20 000 тысяч километров и в которую входят 40 немецких городов.
Помимо возможности самостоятельно задавать маршруты для рейсов, игрок может проехаться по официальным маршрутам компании Flixbus. Ещё одной задачей игрока является регистрация пассажиров и продажа билетов. Во время поездки игрок может столкнуться с препятствиями в виде строительных площадок, автомобильных пробок, остановках полицией и дорожно-транспортных происшествий. Также в игре реализован цикл дня и ночи, изменение погодных условий и смена времени года. Для поездок можно использовать фирменные автобусы
Flixbus основанные на копиях автобусов MAN, таких как Lion’s Coach или Lion’s Coach C. Игроку доступны такие города как Берлин, Кёльн, Мюнхен, Дрезден, Гамбург, Франкфурт-на-Майне (включая аэропорт). Помимо этого в игру включены различные трассы.

## Создание
Игра была разработана в бизнес-парке Эрфурта. В основу игры легли технологии игрового движка Unreal Engine 4. Процесс разработки был показан в дневниках разработки на YouTube на немецком и английском языках. Релиз игры состоялся 25 августа 2016 года.

## Рецензии
Автобусы были протестированы водителями автобусов и инструкторами по вождению, а Flixbus в восторге от детально проработанного мира и простоты использования.
После релиза игра столкнулась с критикой и получила смешанные отзывы в Steam. Был раскритикован рекламный характер, ошибки, отсутствующие текстуры, большое количество статических ситуаций, недостаточный реализм и отсутствие долгосрочной мотивации. С другой стороны, дизайн автострад, периферийных районов, атмосфера и высокая детализация кабины получили высокую оценку. Этот симулятор часто сравнивают с Euro Truck Simulator 2 и American Truck Simulator.

## Продажи
Летом 2018 года, благодаря уязвимости в защите Steam Web API, стало известно, что точное количество пользователей сервиса Steam, которые играли в игру хотя бы один раз, составляет 118 947 человек.